# آفتاب‌پرست باغچه
 آفتاب‌پرست باغچه(نام علمی: Heliotropium arborescens) نام یک گونه از سرده آفتاب‌پرست است.

## نگارخانه

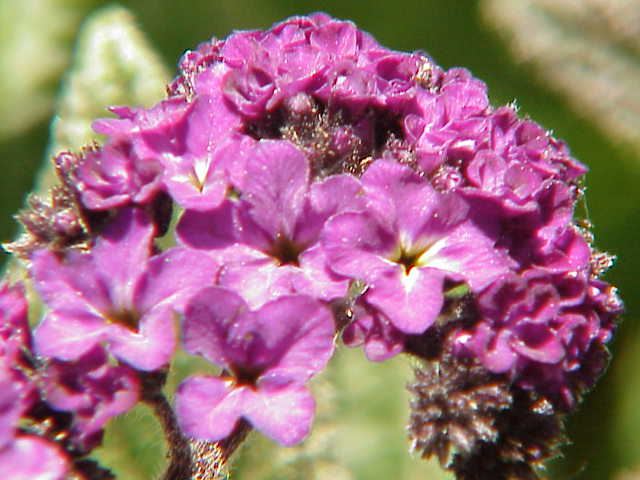
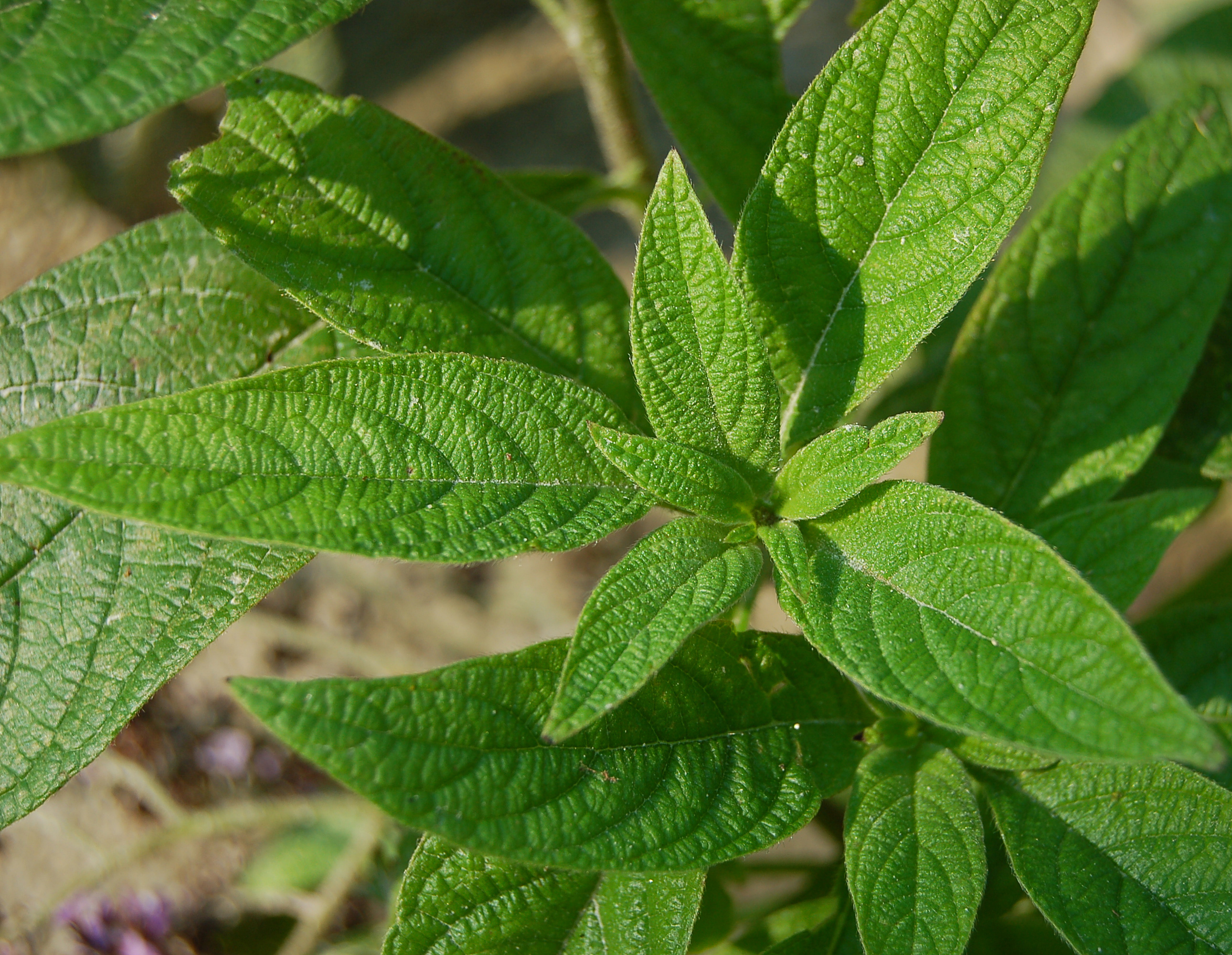